# Сауд бин Мухаммед Аль Тани
Сауд бин Мухаммед Аль Тани (28 февраля 1966 — 9 ноября 2014) — катарский шейх и бывший министр культуры, искусств и культурного наследия Катара.
На рубеже XXI века шейх Сауд приобрёл международную репутацию заядлого коллекционера, собирающего как для личных собраний предметов искусства, так и для нескольких государственных музеев Катара, которым он покровительствует.
При нахождении в должности министра культуры, искусств и культурного наследия с 1997 года ему было поручено создание в стране коллекций в рамках амбициозной программы по созданию в Катаре музеев мирового уровня, включая Музей исламского искусства в сочетании с Катарской национальной библиотекой и Музеем естественной истории, Музей фотографии и Музей традиционной одежды и текстиля. Он покинул свой пост министра в 2005 году.
Шейх Сауд основал «Al Wabra Wildlife Preservation» (AWWP), частный центр по сохранению исчезающих и находящихся под угрозой исчезновения видов фауны Катара, особое внимание центра уделяется редким видам птиц, в частности к голубой аре.
Шейх Сауд также основал «Al-Thani Awards» в 2000 году, которая задумывалась как крупнейшая премия и выставка фотографических работ на Ближнем Востоке, собрав, к примеру, в 2010 году около 54 000 претендентов.
Шейх Сауд был женат на шейхе Амне бинт Ахмад бин Хассан бин Абдуалла бин Джассим Аль Тани.

## Дети
- Хамад бин Сауд бин Мухаммед бин Али Аль Тани
- Сара бинт Сауд бин Мухаммед бин Али Аль Тани
- Моза бинт Сауд бин Мухаммед бин Али Аль Тани